# 普乐堡镇
普乐堡镇，是中华人民共和国辽宁省本溪市桓仁满族自治县下辖的一个乡镇级行政单位。

## 行政区划
普乐堡镇下辖以下地区：
夹道子村、老漫子村、大青沟村、梨树沟村、普乐堡村、瓦房村和龙泉村。